# Kalimendong
Kalimendong is een bestuurslaag in het regentschap Wonosobo van de provincie Midden-Java, Indonesië. Kalimendong telt 2688 inwoners (volkstelling 2010).